# Josephine Højbjerg
Josephine Chavarria Højbjerg (født 14. januar 2003) er en dansk skuespiller med rødder i Costa Rica.
Josephine har haft roller i flere kendte tv-serier og film mv.

## Karriere
Allerede som otteårig startede hun sin karriere og blev bl.a kendt i rollen som Pil i tv-serien Pendlerkids, hvor hun medvirkede i alle tre sæsoner. Siden har hun haft flere roller i tv-serier som bl.a voksenkrimien Broen III, hvor hun spiller Karen, hovedrollen Julie i DR Ultra julekalenderen Bubber's Juleshow 2015 og hovedrollen Sara i to sæsoner af DR Ultra-tv-serien Klassen.
I 2016 spillede Josephine sammen med Mette Horn i fire oplysningsfilm for Dansk Center for Undervisningsmiljø: Når børn er på nettet!. I december 2016 spillede hun Emma i en SEAS-NVE-kampagne: "brug energien fornuftigt". I 2017 medvirker hun igen i DR Ultra-serien Klassen, sæson II. Desuden spillede hun også hovedrollen som Tinka i den Robert-prisvindende julekalender Tinkas Juleeventyr på TV2..
2018 var året, hvor Josephine indspillede sin første spillefilm, Hacker, hvor hun havde den kvindelige hovedrolle. I efteråret 2018 spillede hun desuden hovedrollen Sofie i Ungdomsserien Første Gang for Vi Unge.
I 2019 spillede Josephine endnu en gang hovedrollen som Tinka i den Robert- nominerede julekalender Tinka og Kongespillet en fortsættelse af TV2 julekalenderen
Tinkas juleeventyr samt endnu en sæson af Vi Unge ungdomsserien Første Gang.
I 2020 vandt hun Svendprisen i kategorien Årets danske skuespiller i en TV-dramaserie for sin præstation som Tinka i Tinka og kongespillet.
I 2022 ses Josephine endnu engang som Tinka i tredje sæson af TV2´s populære julekalender Tinka og sjælens spejl. Denne gang ses hun i en dobbeltrolle, hvor hun udover Tinka også spiller tvillingen Flora.
Siden er hun set i flere store roller og tv -programmer. Bl.a hovedrollen Anna i tv-serien Dark Horse, der blev nomineret i Cannes.

## Filmografi

### Spillefilm
| År   | Titel  | Rolle    | Note(r)     |
| ---- | ------ | -------- | ----------- |
| 2019 | Hacker | Savannah | Familiefilm |

### Tv-serier
| År        | Titel                            | Rolle                        | Note(r)                                  |
| --------- | -------------------------------- | ---------------------------- | ---------------------------------------- |
| 2012–2014 | Pendlerkids                      | Pil                          | Tv-serie for børn (sæson 1, 2 og 3)      |
| 2015      | Broen III                        | Karen                        | Krimi DR                                 |
| 2015      | Bubbers Juleshow                 | Julie                        | DR Ultra Julekalender                    |
| 2016–2017 | Klassen                          | Sara                         | Tv-serie for børn                        |
| 2016      | Exitium                          | Katrine                      |                                          |
| 2017      | Tinkas juleeventyr               | Tinka                        | TV2 Julekalender                         |
| 2018-2019 | Første Gang                      | Sofie                        | Ungdomsserie for Vi Unge (sæson 1 og 2)  |
| 2018      | Designtalenterne                 | Sig selv                     | DR ultra                                 |
| 2019      | Parterapi                        | Sandra                       | Satireserie DR                           |
| 2019      | Tinka og Kongespillet            | Tinka                        | TV2 Julekalender                         |
| 2020      | ”Er du okay?”                    | Thea                         | Miniserie for Børn, Unge & Sorg          |
| 2020      | Centrum                          | Sarah                        | Ungdomsserie, gæsteskuespiller, 1 afsnit |
| 2021      | Den som dræber “Fanget i mørket” | Cecilie Hørup                | Krimi-dramaserie                         |
| 2022      | Tinka og sjælens spejl           | Tinka / Flora (Dobbeltrolle) | TV2 Julekalender                         |
| 2023      | Klassen                          | Sara                         | Tv-serie DR                              |
| 2023      | The Journey: 15 dage i Nepal     | Sig selv                     | TV3/Viaplay                              |
| 2024      | Dark Horse                       | Anna                         | (Nom. Cannes Series Festival) TV2        |

### Kampagner
| År   | Titel                      | Rolle              | Note(r)                                                      |
| ---- | -------------------------- | ------------------ | ------------------------------------------------------------ |
| 2016 | Når børn er på nettet      | Mette Horns datter | 4 stk.Oplysningsfilm for Dansk Center for Undervisningsmiljø |
| 2016 | Brug energien fornuftigt   | Emma               | SEAS-NVE kampagne                                            |
| 2019 | Giv noget videre           | 60’er teenagepige  | Organisationen: Det Gode Testamente                          |
| 2020 | Næstegenerationsskærlighed | Leadrole           | PFA                                                          |
| 2020 | Hjælp coronakrisens børn   | Hende selv         | Danmarks indsamling                                          |
| 2022 | I PFA er vi sammen om mere | Leadrole           | PFA                                                          |

### TV-Programmer
| År   | Titel                      | Rolle | Note(r) |
| ---- | -------------------------- | ----- | ------- |
| 2024 | Sælg!Sælg!Sælg!            | Self  | Kanal 5 |
| 2024 | EchoPrisen                 | Host  | TV2Echo |
| 2024 | Danmarks tv-seriers bedste | self  | DR      |
| 2024 | Ultra Ærlig                | self  | DR      |
| 2023 | Krejlerkongen              | self  | TV2     |
| 2023 | Alle mod 1                 | self  | DR      |

### Musikvideoer
| År   | Titel    | Rolle    | Note(r)                                |
| ---- | -------- | -------- | -------------------------------------- |
| 2023 | God pige | God pige | Musikvideo / Danse med piger / Topgunn |

### Podcasts
| År   | Titel             | Rolle | Note(r)          |
| ---- | ----------------- | ----- | ---------------- |
| 2024 | Basker            | Gæst  | podcast          |
| 2024 | Bålsnak           | Gæst  | podcast          |
| 2024 | Hånden på hjertet | Gæst  | P3               |
| 2024 | Vi elsker serier  | Gæst  | Vi elsker serier |
| 2019 | Fyr               | Julie | Podcast          |
| 2019 | Sofies dagbog     | Sofie | Podcast/Vi Unge  |

## Priser og nomineringer
| År   | Titel                 | Rolle | Note(r)                                                            |
| ---- | --------------------- | ----- | ------------------------------------------------------------------ |
| 2020 | Tinka og Kongespillet | Tinka | vinder af Svendprisen: Årets danske skuespiller i en TV-dramaserie |